# Schnaudertal
Schnaudertal est une commune allemande de l'arrondissement du Burgenland, Land de Saxe-Anhalt.

## Géographie
La commune se trouve dans la vallée du Große Schnauder.
La commune comprend les quartiers de Bröckau et Wittgendorf.
|           | Zeitz        | Starkenberg |
| Gutenborn | Schnaudertal |             |
| Pölzig    | Reichstädt   | Lumpzig     |

## Histoire
La commune est issue de la fusion volontaire de Bröckau et Wittgendorf en janvier 2010 dans le cadre de la réforme administrative de la Saxe-Anhalt pour former des communes de mille habitants.